# Оберкамп, Карл фон
Карл Фердинанд Риттер фон Оберкамп (нем. Carl Ferdinand Ritter von Oberkamp; 30 октября 1893, Мюнхен, Германская империя — 4 мая 1947, Белград, Югославия) — бригадефюрер СС, генерал-майор войск СС и военный преступник.

## Биография

### Происхождение

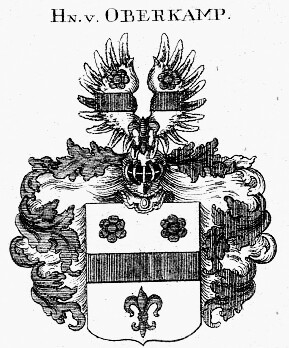
Герб семьи фон Оберкамп

Родоначальник Иоганн фон Оберкамп в 1629 году в Вене получил от Надворного совета имперский рыцарский титул. Предок Генрих фон Оберкамп, вице-канцлер княжеского епископства Бамберга, был братом профессора медицины и княжеского лейб-медика Франца Йозефа фон Оберкампа. Прадед Франц де Паула фон Оберкамп был камергером в Нассау, полковником и начальником генерального штаба, владельцем Цогенройта и замка Вайссенбрунн, в 1813 году в Баварском королевстве был внесён в матрикул рыцарского класса. Карл фон Оберкамп был сыном баварского советника юстиции Карла Риттера фон Оберкампа (1850—1908), родившегося в замке Вайссенбрунн, и уроженки Мюнхена Анны Вагус.

### Военная служба
В июле 1912 году сдал экзамены на аттестат зрелости в гимназии Людвига в Мюнехене. В том же месяце поступил фаненюнкером во 2-й рейнский гусарский полк прусской армии в Страссбурге. 27 ноября 1912 года стал унтер-офицером. 7 марта 1913 года ему было присвоено звание фендрика. 18 февраля 1914 года был произведён в лейтенанты. Посещал военную школу в Херсфельде и после начала Первой мировой войны с августа 1914 года служил в Лотарингии, на Сомме командовал взводом и впоследствии стал ординарцем и был откомандирован в 7-ю кавалерийскую дивизию. Воевал на Балканах и Венгрии, после чего вернулся в свой регулярный полк в 1918 году в звании обер-лейтенанта. 19 июля был окончательно демобилизован по собственному желанию из-за болезни.
После войны Оберкамп состоял в союзе Оберланд. В 1923 году участвовал в Пивном путче. В том же году женился на Соне Гюллих. Брак был бездетным, и в 1936 году супруги развелись. С 1922 по 1933 год работал инструктором по лыжам и теннису, а также проводником в горах в Германии, Австрии и Швейцарии. 1 мая 1933 года вступил в НСДАП (билет № 1928904) и имперскую службу труда. 6 мая 1934 года присоединился к Штурмовым отрядом. 1 марта 1935 года в звании обер-лейтенанта служил командиром роты в различных подразделениях. 1 сентября 1935 года стал капитаном и стал командиром 8-й роты 63-го егерского полка и оставался на этой должности до октября 1936 года, когда он был переведён в 99-й горнострелковый полк под командованием полковника Эдуарда Дитля. 18 января 1937 года стал майором. После участия во многих учебных курсах и учениях 4 октября 1937 года поступил в штаб 98-го горнострелкового полка в Миттенвальде. Оберкамп служил в 27-й пехотной дивизии и в 1938 году участвовал в Аншлюсе Австрии, и кроме того, был комендантом Зальцбурга. Во время Аншлюса был адъютантом в 3-й горнопехотной дивизии. В 1938 году женился на Францизске Хаймер, в браке родилось двое дочерей.

### В рядах СС
В 1938 году в звании штурмбаннфюрера СС был принят в части усиления войск СС. Оберкамп обучал тактике курсантов в юнкерской школе СС в Бад-Тёльце. В 1939 году был переведён в юнкерскую школу СС в Брауншвейге. 1 июня 1939 года возглавил 2-ю роту дивизии СС «Лейбтштандарта СС Адольф Гитлер». На этом посту принимал участие в Польской кампании и в апреле 1940 года в качестве командира батальона дивизии СС «Рейх» во Французской кампании. 1 июля 1940 года стал оберштурмбаннфюрером СС. В декабре 1940 года стал командиром полка «Германия». 30 января 1941 года был произведён в штандартенфюреры СС и составе дивизии СС «Викинг» участвовал во вторжении в СССР. 1 октября 1941 года был повышен до оберфюрера СС.
В июне 1942 года из-за разногласий с командиром дивизии Феликсом Штайнером был заменён Юргеном Вагнером и переведён в Главное оперативное управление СС, где до апреля 1943 года занимал должности руководителя инспекции. В том же месяце был переведён в качестве бригадефюрера СС в 7-ю горнопехотную дивизию СС «Принц Евгений», командиром которой стал в июле, сменив Артура Флепса. Под его командованием дивизия совершила несколько военных преступлений. 12 июля 1943 года служащие 1-го горнострелкового полка расстреляли в деревне Кошутица неподалёку от Соколаца 40 гражданских лиц. После нападения дивизии на хорватских мусульман между Оберкампом и представителем рейхсфюрером СС в Хорватии Константином Каммерхофером произошёл жаркий спор, после чего Генрих Гиммлер поручил обергруппенфюреру СС Артуру Флепсу, командиру 5-го добровольческого горного корпуса СС, провести расследование инцидентов и попросил его «очень строго следить за фон Оберкампом, который давно известен своим непростым поведением». Позднее Оберкамп приказал, что дети до 14 лет и женщины должны расстреливаться только в бою или по приговору суда. В течение оставшегося года дивизия принимала участие в разоружении итальянских частей и борьбой с партизанами Тито в рамках операции «Осенний шторм», постоянно проводя расстрелы, грабежи и другие зверства.
После того как Оберкампа по болезни заменял штандартенфюрер СС Август Шмидтхубер, в январе 1944 года вернулся в дивизию, но в том же месяце был заменён оберфюрером СС Отто Куммом, после того как между ним и Флепсом возникли разногласия, Гиммлер посоветовал ему «в корне измениться». С 1 по 22 февраля служил в Главном оперативном управлении СС и впоследствии стал комендантом полигона СС «Морлагер». 4 мая 1944 года Оберкамп был заменён и вернулся в Главное оперативное управление СС, где вновь был инспектором. В апреле 1945 года был назначен командиром 38-й пехотной дивизии СС «Нибелунген», хотя есть споры о том, что он занимал эту должность.

### После войны
В конце войны попал в американский плен и был экстрадирован в Югославию, где предстал перед военным трибуналом за совершенные преступления. Оберкамп был приговорён к смертной казни через повешение. 4 мая 1947 года приговор был приведён в исполнение.

## Награды
- Железный крест 2-го и 1-го класса (19 сентября 1914 года и 6 июля 1916 года)
- Рыцарский крест с мечами к Ордеру Саксен-Эрнестинского дома 1 марта 1915 года
- Серебряный имперский спортивный значок[нем.]
- Спортивный знак СА в бронзе, серебре и золоте
- Почётный крест Первой мировой войны 1914/1918
- Медаль «За выслугу лет в вермахте»
- Кольцо «Мёртвая голова»
- Йольский светильник